# Walter Martin Kollmorgen
Walter Martin Kollmorgen auch in der Schreibvariante Walter M. Kollmorgen (* 10. Februar 1907 als Walter Martin Johannes Kollmorgen in Bancroft, Cuming County, Nebraska; † 22. Juli 2008 in Gretna, Sarpy County, Nebraska) war ein US-amerikanischer Geograph.

## Leben

### Familie und Ausbildung
Der aus dem im Bundesstaat Nebraska gelegenen Dorf Bancroft stammende Walter Martin Kollmorgen, drittes von elf Kindern des Lehrers an der Zion Lutheran School Carl Johannes Kollmorgen (1874–1957) und dessen Ehegattin Dorothea Bendin Kollmorgen (1886–1973), wandte sich nach dem Besuch der öffentlichen Schulen dem Studium der Geographie an der University of Nebraska-Lincoln zu, 1931 erwarb er den akademischen Grad eines Bachelor of Science, 1933 jenen eines Master of Arts. Im Jahre 1940 erfolgte an der Columbia University die Promotion von Kollmorgen, 1937 mit einem Field Fellowship des Social Science Research Council ausgezeichnet, zum Ph.D.
Der unverheiratet gebliebene Walter Martin Kollmorgen verstarb im Sommer 2008 im Alter von 101 Jahren. Seine letzte Ruhestätte fand er neben seiner Schwester Johanna Julia Kollmorgen (1909–1994) auf dem Pioneer Cemetery in Lawrence.

### Beruflicher Werdegang
Walter Martin Kollmorgen wurde nach Abschluss seines Doktoratsstudiums in der Funktion eines Associate Agricultural Economist an das Bureau of Agricultural Economics des U. S. Department of Agricultur nach Washington, D.C. verpflichtet, 1943 wurde er zum Agricultural Economist befördert, 1946 schied er aus. Zusätzlich wirkte er von 1941 bis 1942 als Economist für den War Labor Board sowie von Juni bis Dezember 1942 als Research Director für die Tennessee State Planning Commission in Nashville.
Im Jahre 1946 wurde Walter Martin Kollmorgen Associate Professor für Geographie an der University of Kansas und 1947 dort zum Professor ernannt. Im gleichen Jahr wurde ihm die Leitung des Department of Geography übertragen, die er bis 1967 innehatte, 1977 wurde er emeritiert. Unterbrochen wurden diese Tätigkeiten durch ein Fulbright-Stipendium an der Universität Göttingen im Jahre 1954 sowie durch eine Gastprofessur an der University of Washington im Frühling des darauffolgenden Jahres.
Kollmorgen, der von 1955 bis 1961 die Annals der Association of American Geographers editierte, trat im Besonderen mit Abhandlungen betreffend die Agrargeographie und die Wirtschaftsgeographie hervor.

### Mitgliedschaften
Walter Martin Kollmorgen hielt Mitgliedschaften in der American Geographical Society, der Association of American Geographers (der er 1966/67 als Präsident vorstand), der Kansas Academy of Science sowie der Sigma Xi inne.

## Schriften
- Some geographic misconceptions of the climate of Nebraska and the great plains, Thesis (M.A.)--University of Nebraska (Lincoln campus)--1933, 1933
- The milk industry of Nebraska, in: Bulletin (University of Nebraska--Lincoln. Conservation and Survey Division), no. 15., University of Nebraska, Lincoln, Neb., 1937
- Cheese production in Nebraska, University of Nebraska, Lincoln, Neb., 1938
- Ice cream production in Nebraska, in: Bulletin (University of Nebraska--Lincoln. Conservation and Survey Division), no. 18., University of Nebraska, Lincoln, Neb. 1938
- The butter industry of Nebraska, in: Bulletin (University of Nebraska--Lincoln. Conservation and Survey Division), no. 16., University of Nebraska, Lincoln, Neb. 1938
- The German-Swiss in Franklin County, Tennessee : a study of the significance of cultural considerations in farming enterprises, Ph. D. Columbia University 1940, U.S. Department of agriculture, Bureau of agricultural economics, Washington, D.C., 1940
- A reconnaissance of some cultural-agricultural islands in the South, in: Economic geography. : volume 17, number 4, Clark University, Worcester, Mass., 1941, S. 409–430.
- Culture of a contemporary rural community : the Old Order Amish of Lancaster County, Pennsylvania, U.S. Department of agriculture, Bureau of agricultural economics, Washington, D.C., 1942
- The agricultural stability of the Old Order Amish and Old Order Mennonites of Lancaster County, Pennsylvania, University of Chicago Press, Chicago, 1943
- zusammen mit George Frederick Jenks: A geographic study of population and settlement changes in Sherman County, Kansas, Kansas Academy of Science, Topeka, 1951